# De diepte
De diepte – singel holenderskiej piosenkarki S10 wydany 3 marca 2022 poprzez wytwórnię Noah’s Ark. Piosenkę skomponowali Arno Krabman oraz sama wokalistka. Utwór reprezentował Holandię w 66. Konkursie Piosenki Eurowizji w Turynie (2022).

## Lista utworów
Digital download
1. „De diepte” – 2:56

## Tło
To hołd dla smutku i wspomnień, które nosisz ze sobą. Każdy przeżywa trudne chwile w swoim życiu.  To coś, co nas wszystkich łączy i mam nadzieję, że [ludzie] będą czuli się mniej samotni, kiedy [słuchają] tej piosenki.

 24 maja 2021, niedługo po finale Konkursu Piosenki Eurowizji 2021, holenderski nadawca AVROTROS ogłosił swój udział w kolejnej edycji i otworzył zgłoszenia dla zainteresowanych artystów, którzy przedstawią swojej komisji selekcyjnej maksymalnie trzy piosenki, z terminem upływającym 31 sierpnia 2021. W skład komisji selekcyjnej weszli Eric van Stade, Cornald Maas, Jan Smit, Sander Lantinga, Coen Swijnenberg i Joyce Hoedelmans. Proces selekcji został przeprowadzony pod nadzorem holenderskiego szefa delegacji Larsa Lourenco. 7 grudnia 2021 AVROTROS ogłosił, że kraj reprezentować będzie S10. Utwór został po raz pierwszy zaprezentowany 3 marca 2022 w Tuschinski Theatre w Amsterdamie. Piosenka opowiada o najbardziej osobistych wspomnieniach wokalistki. 10 maja piosenka została zaprezentowana pierwszym półfinale konkursu i z drugiego miejsca awansowała do finału. Podczas finału utwór został zaprezentowany jako 11 z kolei, otrzymał 129 punktów od jury i 42 punkty od widzów, ostatecznie z liczbą 171 punktów, singel znalazł się na 11. miejscu.

## Notowania i certyfikaty

### Notowania tygodniowe
| Lista przebojów (2022)                  | Najwyższa pozycja |
| --------------------------------------- | ----------------- |
| Belgia (Ultratop 50 Singles - Flandria) | 4                 |
| Grecja (IFPI Greece)                    | 60                |
| Holandia (Nederlandse Top 40)           | 1                 |
| Holandia (Single Top 100)               | 1                 |
| Islandia (Plötutíðindi)                 | 9                 |
| Litwa (Singlų Top 100)                  | 8                 |
| Szwecja (Sverigetopplistan)             | 44                |
| Wielka Brytania (UK Download Chart)     | 38                |